# Konståret 2002

## Händelser
- 17 februari – I Sverige utlyses rikslarm då en tjuv stulit fem exklusiva verk från Konstmässan i Älvsjö. En målning av Jan Brueghel den äldre värderas ensam till 25 miljoner kronor. Enligt svenska polisen cirka 70 % av den stulna konsten,[förtydliga] resten hamnar hos samlare i bland annat Ryssland.[1]
- 27 april – Dunkers kulturhus i Helsingborg invigs.
- 5 november – Prins Eugen-medaljen tilldelas Olle Kåks, målare, Hans Krondahl, textilkonstnär, Ralph Erskine, arkitekt, och Ursula Munch-Petersen, dansk konsthantverkare.

### Okänt datum
- Moderna museet i Stockholm stängs för mögel- och fuktsanering.
- Keith Tyson tilldelades Turnerpriset.
- Susanna Slöör och Leif Mattson startar nättidskriften Omkonst

## Verk

### Okänt datum
- Anish Kapoor – Marsyas
- Sittande i en nisch i flodvallens murverk invigs bronsskulpturen Užupio undinėlė ["Užupis sjöjungfru"][2] av den litauiske skulptören Romas Vilčiauskas.

## Utställningar
- Den första utställningen av den världsomfattande United Buddy Bears äger rum i Berlin.

## Födda
- 4 augusti – Kieron Williamson, engelsk målare.

## Avlidna
- 1 januari – Astrid Sampe, 92, svensk formgivare och textilkonstnär.
- 13 januari – Pierre Joubert (född 1910), fransk konstnär, tecknare och illustratör.
- 2 februari – Oscar Reutersvärd, 86, svensk konstnär.
- 21 maj – Niki de Saint Phalle, 71, fransk konstnär.
- 28 juni – Erik Dietman, 65, svensk-fransk skulptör, målare och tecknare.
- 15 augusti – Kaj Beckman, 89, svensk konstnär, illustratör och författare.
- 16 augusti – Helga Henschen, 85, svensk konstnär, poet, författare och illustratör.
- 6 oktober – Ken Oborg, 96, svensk konstnär.
- 15 november – Hans Jørgen Toming (född 1933), dansk-norsk bildkonstnär och bokkonstnär.
- 23 november – Knut Irwe, 90, svensk konstnär.
- 24 december – Kjell Aukrust, 82, norsk tecknare, illustratör och författare.
- 28 december
  - Ann-Madeleine Gelotte, 62, svensk illustratör och författare.
  - Bertram Schmiterlöw, 82, svensk målare och skulptör.

### Fotnoter
1. ↑   När Var Hur 2003. DN
2. ↑  Två närbilder på Užupio undinėlė, Užupis sjöjungfru, och en som visar henne i hennes omgivning. nesimiega.blogspot.se (litauiska)